# Occidryas victoriae
Occidryas victoriae är en fjärilsart som beskrevs av Gunder 1926. Occidryas victoriae ingår i släktet Occidryas och familjen praktfjärilar. Inga underarter finns listade i Catalogue of Life.